# العلاقات الروسية الفنزويلية
العلاقات الروسية الفنزويلية هي العلاقات الثنائية التي تجمع بين روسيا وفنزويلا.

## مقارنة بين البلدين
هذه مقارنة عامة ومرجعية للدولتين:
| وجه المقارنة                                              | روسيا                                   | فنزويلا                                  |
| --------------------------------------------------------- | --------------------------------------- | ---------------------------------------- |
| المساحة (كم2)                                             | 17.08 مليون                             | 916.45 ألف                               |
| عدد السكان (نسمة)                                         | 146.80 مليون                            | 28.87 مليون                              |
| الكثافة السكانية (ن./كم²)                                 | 8.59                                    | 31.5                                     |
| العاصمة                                                   | موسكو                                   | كاراكاس                                  |
| اللغة الرسمية                                             | اللغة الروسية                           | اللغة الإسبانية، لغة الإشارة الفنزويلية ‏ |
| العملة                                                    | روبل روسي                               | بوليفار فنزويلي                          |
| الناتج المحلي الإجمالي (بليون دولار)                      | 1.58 تريليون                            | 482.36 مليار                             |
| الناتج المحلي الإجمالي (تعادل القوة الشرائية) بليون دولار | 3.69 تريليون                            |                                          |
| الناتج المحلي الإجمالي الاسمي للفرد دولار أمريكي          | 9.09 ألف                                |                                          |
| الناتج المحلي الإجمالي للفرد دولار أمريكي                 |                                         |                                          |
| مؤشر التنمية البشرية                                      | 0.798                                   | 0.762                                    |
| رمز المكالمات الدولي                                      | +7                                      | +58                                      |
| رمز الإنترنت                                              | .ru، .рф، .рус ‏، .su                    | .ve                                      |
| المنطقة الزمنية                                           | Magadan Time ‏، ت ع م+02:00، ت ع م+12:00 | 00                                       |

## مدن متوأمة
في ما يلي قائمة باتفاقيات التوأمة بين مدن روسية وفنزويلية:
- ترتبط إيجيفسك مع ماراكاي باتفاقية توأمة.

## منظمات دولية مشتركة
يشترك البلدان في عضوية مجموعة من المنظمات الدولية، منها:
| علم المنظمة | اسم المنظمة                        | تاريخ انضمام روسيا | تاريخ انضمام فنزويلا |
| ----------- | ---------------------------------- | ------------------ | -------------------- |
|             | منظمة التجارة العالمية             | 22 أغسطس 2012      | ?                    |
|             | المنظمة الهيدروغرافية الدولية      | ?                  | ?                    |
|             | مؤسسة التمويل الدولية              | 12 أبريل 1993      | 28 ديسمبر 1956       |
|             | منظمة حظر الأسلحة الكيميائية       | ?                  | ?                    |
|             | الأمم المتحدة                      | 24 أكتوبر 1945     | 15 نوفمبر 1945       |
|             | الاتحاد الدولي للاتصالات           | 1866               | 13 أغسطس 1920        |
|             | منظمة الشرطة الجنائية الدولية      | 27 سبتمبر 1990     | ?                    |
|             | البنك الدولي للإنشاء والتعمير      | 16 يونيو 1992      | 30 ديسمبر 1946       |
|             | الاتحاد البريدي العالمي            | ?                  | ?                    |
|             | وكالة ضمان الاستثمار متعدد الأطراف | 29 ديسمبر 1992     | 9 مايو 1994          |
|             | يونسكو                             | 21 أبريل 1954      | 25 نوفمبر 1946       |

## أعلام
هذه قائمة لبعض الشخصيات التي تربطها علاقات بالبلدين:
- أندرو ديفوف (2 يوليو 1955[20] – )
- ستيفانيا فرناندز (4 سبتمبر 1990 – )

## وصلات خارجية
- موقع وزارة الخارجية الروسية
- موقع وزارة الخارجية الفنزويلية